# Centro Fondo Carlomagno
Situato a circa 1500 metri s.l.m., il Centro Fondo Carlomagno è un complesso sciistico per lo sci di fondo, ubicato sull'altopiano della Sila, nel comune di San Giovanni in Fiore all'interno del Parco Nazionale della Sila. È il più grande della Calabria ed uno dei maggiori del centro-sud d'Italia, oltreché, è anche il centro fondo posto più a sud di tutta Europa.

## Storia

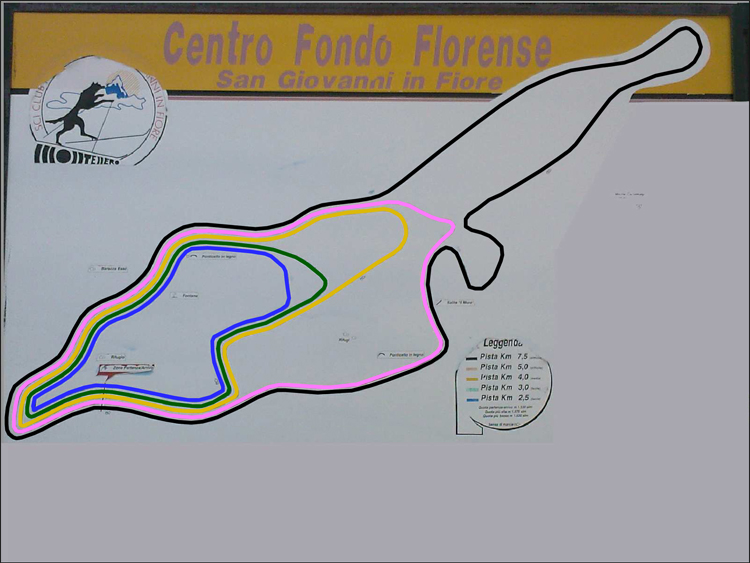
Tabellone con gli anelli

Le prime ipotesi progettuali vengono mosse alla fine degli anni ottanta, nel periodo di maggior sviluppo dello sci di fondo dell'altopiano della Sila. Nei primi anni novanta vengono realizzati gli anelli e le piste del circuito (2.5 km – 3.5 km – 5 km – 7.5 km) sancendo di fatto, la nascita del centro fondo.
Verso la fine degli anni '90 si prospetta un ampliamento del Centro Fondo, con la programmazione e la progettazione di alcune strutture ricettive, quali un magazzino, un albergo e un rifugio montano. Alla partecipazione delle opere, provvedono l'amministrazione comunale e soprattutto, la Comunità Montana Silana. L'avvio dei lavori avviene nei primi anni del 2000, con bruschi rallentamenti dei lavori, e difficoltà burocratiche. Delle 3 strutture vengono completate il magazzino e il rifugio montano, mentre per l'albergo, i lavori vengono bloccati.
Ad oggi le strutture completate sono funzionanti, con il rifugio montano gestito da una cooperativa che offre ristoro, e nella quale si possono affittare sci, ciaspole e altri attrezzi da neve.

## Gare
Il Centro Fondo Carlomagno ospita due importanti avvenimenti:
- Il Criterium Interappenninico[1][2][3]
- La traversata della Sila con i cani da slitta per la pratica dello sleddog[4]

La prima è una manifestazione nazionale che si svolge oramai dal 2003. La seconda manifestazione si svolge ogni anno utilizzando Siberian Husky, Alaskan Malamute, Samoiedo, Akita Inu e Groenlandese.
La struttura ha ospitato la preparazione agonistica di Giampiero Sabella campione nazionale e mondiale di sleddog.

## Galleria d'immagini

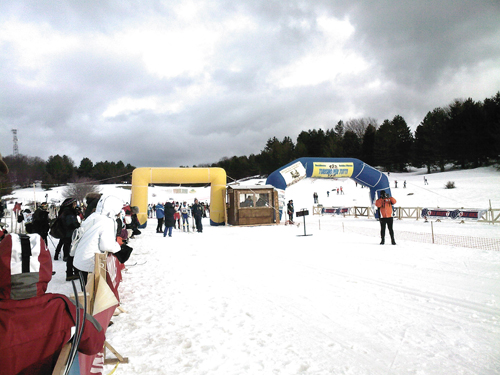
Criterium Interappenninico 2010
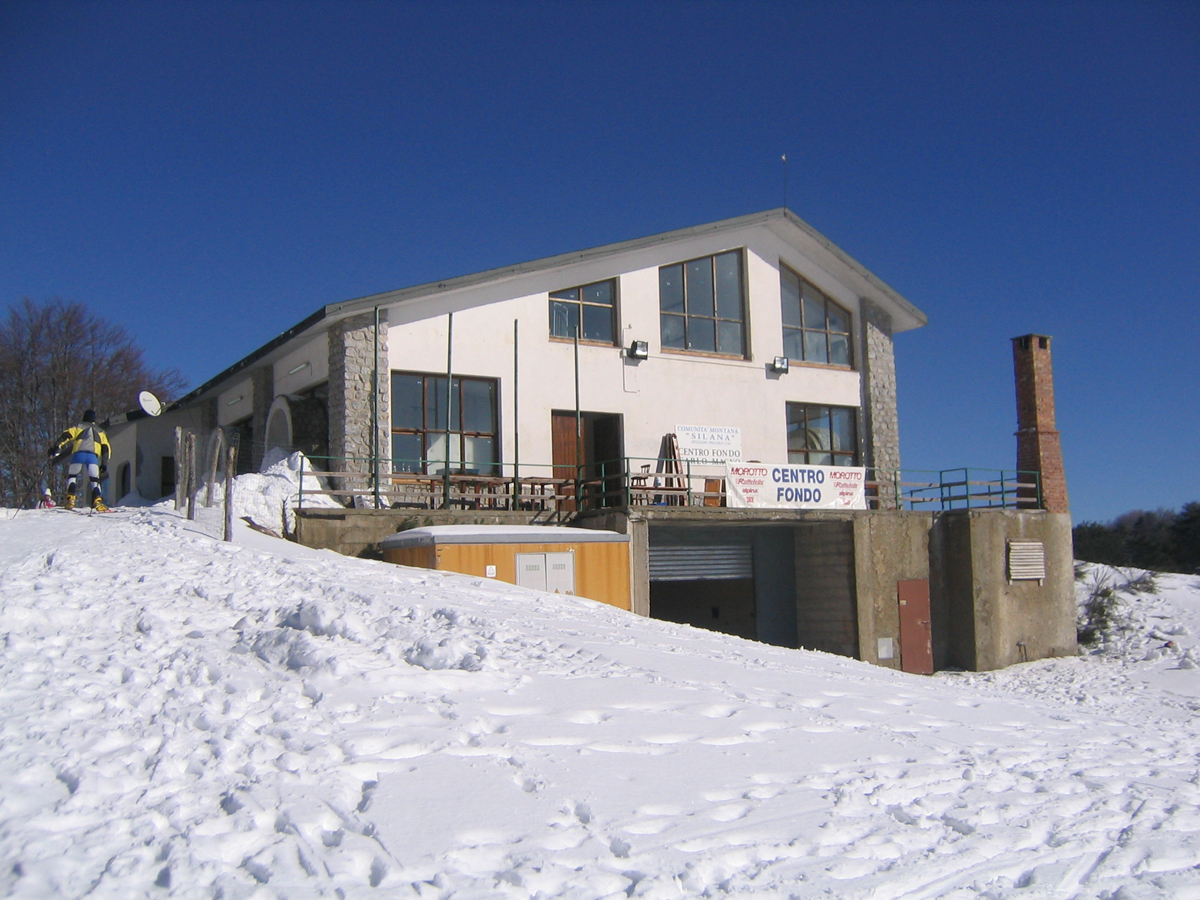
Il rifugio del Centro Fondo
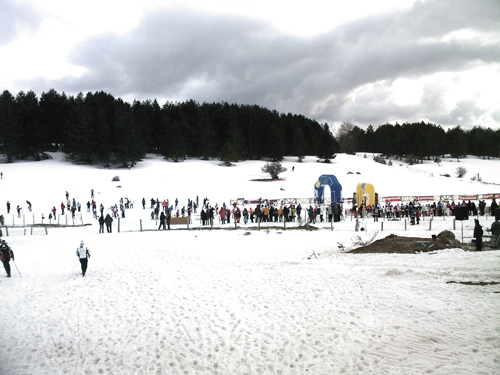
Criterium Interappenninico 2010 - panorama
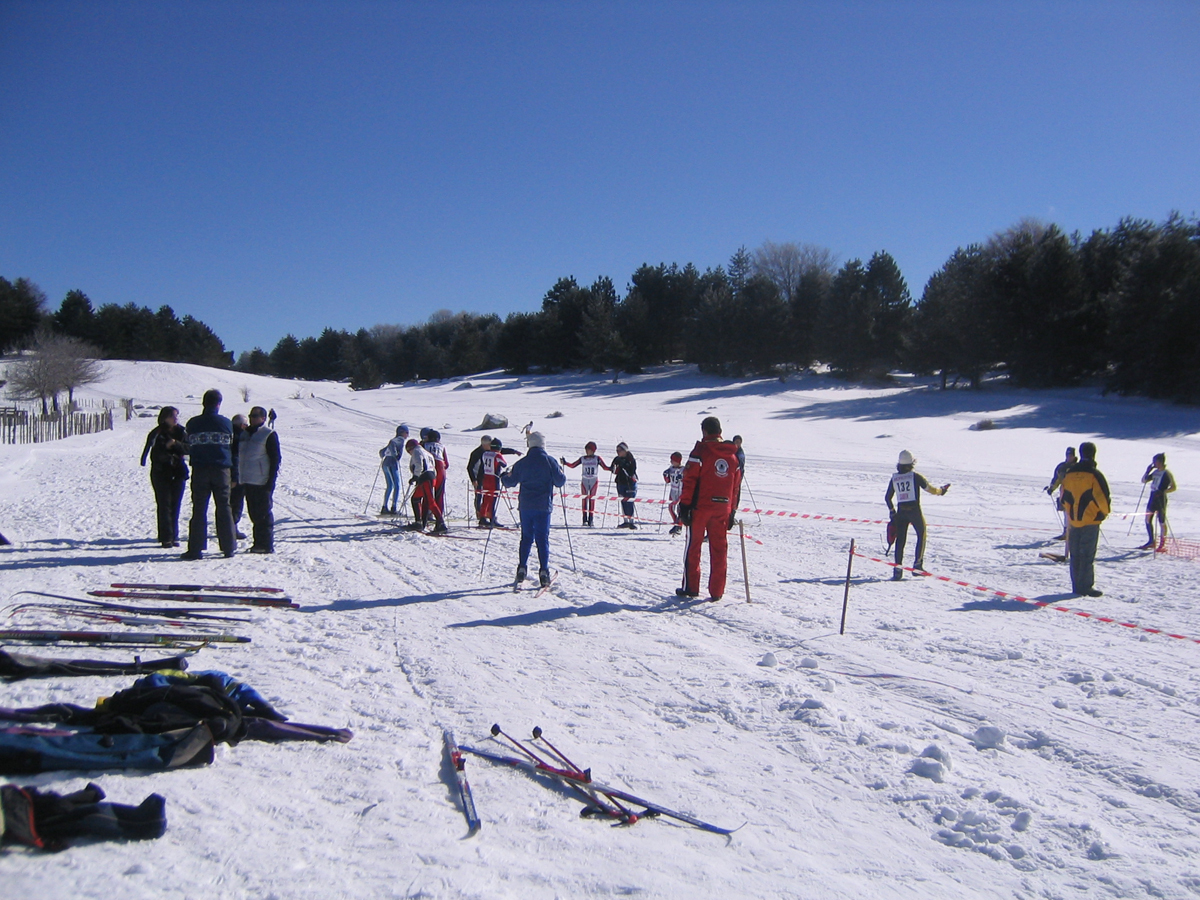
Piste da sci da fondo. Gara interregionale
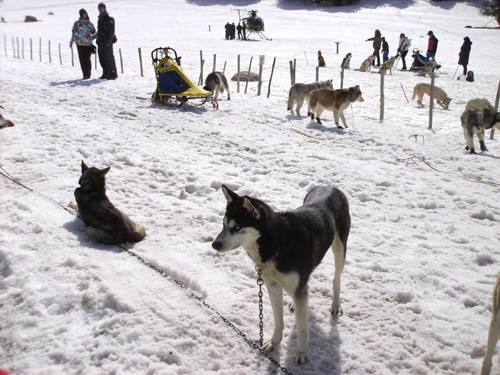
La traversata della Sila - Sleddog 2010 - 1
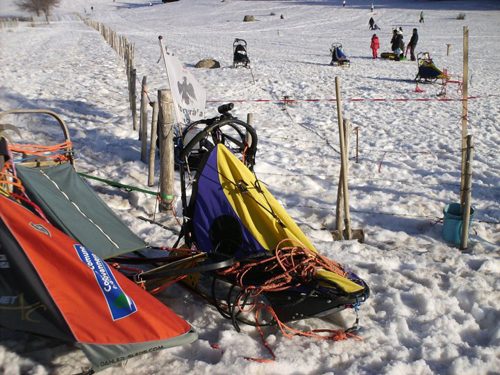
La traversata della Sila - Sleddog 2010 - 2
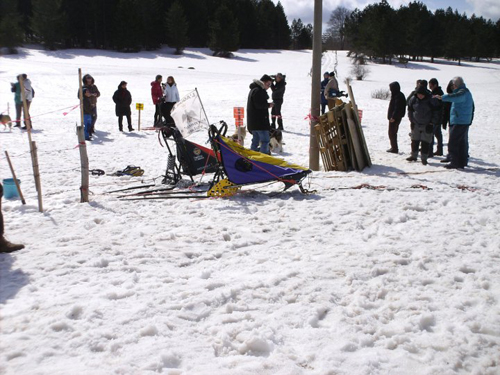
La traversata della Sila - Sleddog 2010 - 3
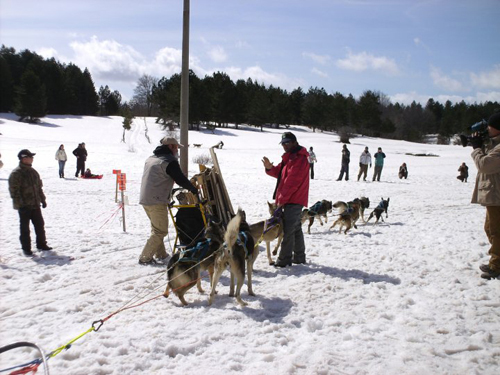
La traversata della Sila - Sleddog 2010 - 4